# Фрічковський потік
Фрічковський потік (словац. Fričkovský potok) — річка; права притока Секчова, протікає в окрузі Бардіїв.
Довжина приблизно 7,5—8,8 км. Витік знаходиться в масиві Ондавська височина (схил гори Чергов) — на висоті приблизно 890 метрів. Впадає Осиковський потік.
Протікає територією сіл Фрічковце; Осіков і Ванішковце.. Впадає в Секчов на висоті приблизно 325—330 метрів.